# 黄金峡镇
黄金峡镇，是中华人民共和国陕西省汉中市洋县下辖的一个乡镇级行政单位。

## 行政区划
黄金峡镇下辖以下地区：
新铺村、商坪村、北沟村、杨庄村、韩庄村、蒿岐沟村、大沟村、中沟村、史家村和渭门村。